# Hyposoter posticae
Hyposoter posticae är en stekelart som först beskrevs av Jinhaku Sonan 1929.  Hyposoter posticae ingår i släktet Hyposoter och familjen brokparasitsteklar. Inga underarter finns listade i Catalogue of Life.